# Romain-aux-Bois
Romain-aux-Bois ist eine französische Gemeinde mit 47 Einwohnern (Stand: 1. Januar 2022) im Département Vosges in der Region Grand Est. Sie gehört zum Arrondissement Neufchâteau und zum Kanton Darney. Die Bewohner werden Romain-Aux-Boisins und Romain-Aux-Boisines genannt.

## Geografie

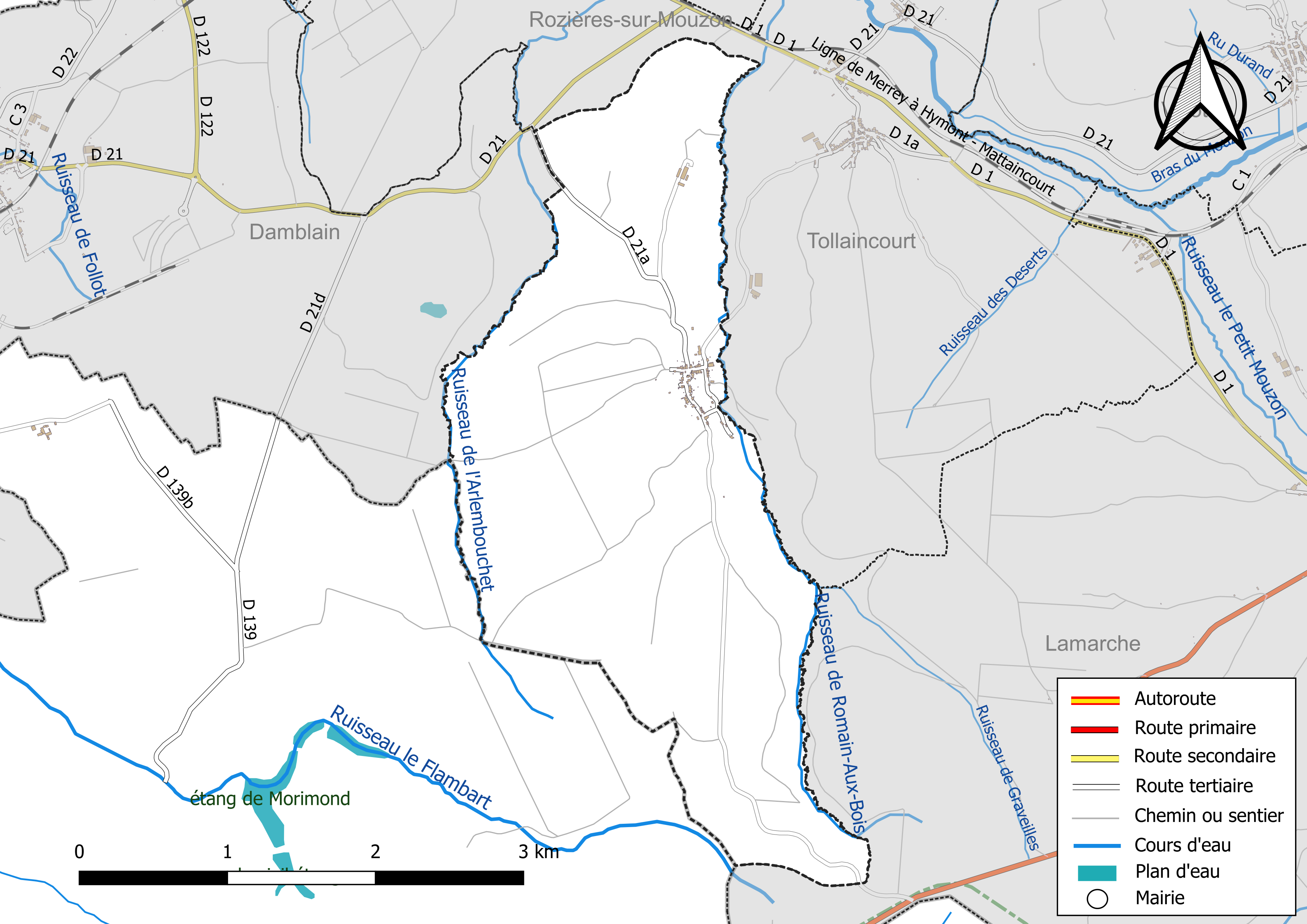
Gewässer und Straßen der Gemeinde

Romain-aux-Bois liegt in Lothringen etwa 21 Kilometer südwestlich von Vittel und etwa 57 Kilometer westsüdwestlich von Épinal an der Grenze zum Département Haute-Marne. Die Gemeinde liegt im Einzugsgebiet des Rheins und wird durch den Ruisseau de l’Arlembouchet, den Ruisseau de Romain-Aux-Bois und den Ruisseau de Graveilles entwässert. Über zwei Drittel der Fläche der Gemeinde wird von Wald bedeckt.
Nachbargemeinden sind Tollaincourt im Norden und Osten, Lamarche im Südosten, Larivière-Arnoncourt (Haute-Marne) im Süden, Breuvannes-en-Bassigny im Südwesten sowie Damblain im Westen.

## Bevölkerungsentwicklung
| Jahr      | 1962 | 1968 | 1975 | 1982 | 1990 | 1999 | 2006 | 2019 |
| Einwohner | 91   | 103  | 95   | 81   | 58   | 40   | 44   | 51   |

## Sehenswürdigkeiten
- Festes Haus aus der zweiten Hälfte des 16. Jahrhunderts, seit 1987 als Monument historique eingeschrieben
- Kirche Saint-Èvre mit Ursprüngen aus dem 13. Jahrhundert, seit 1994 als Monument historique eingeschrieben

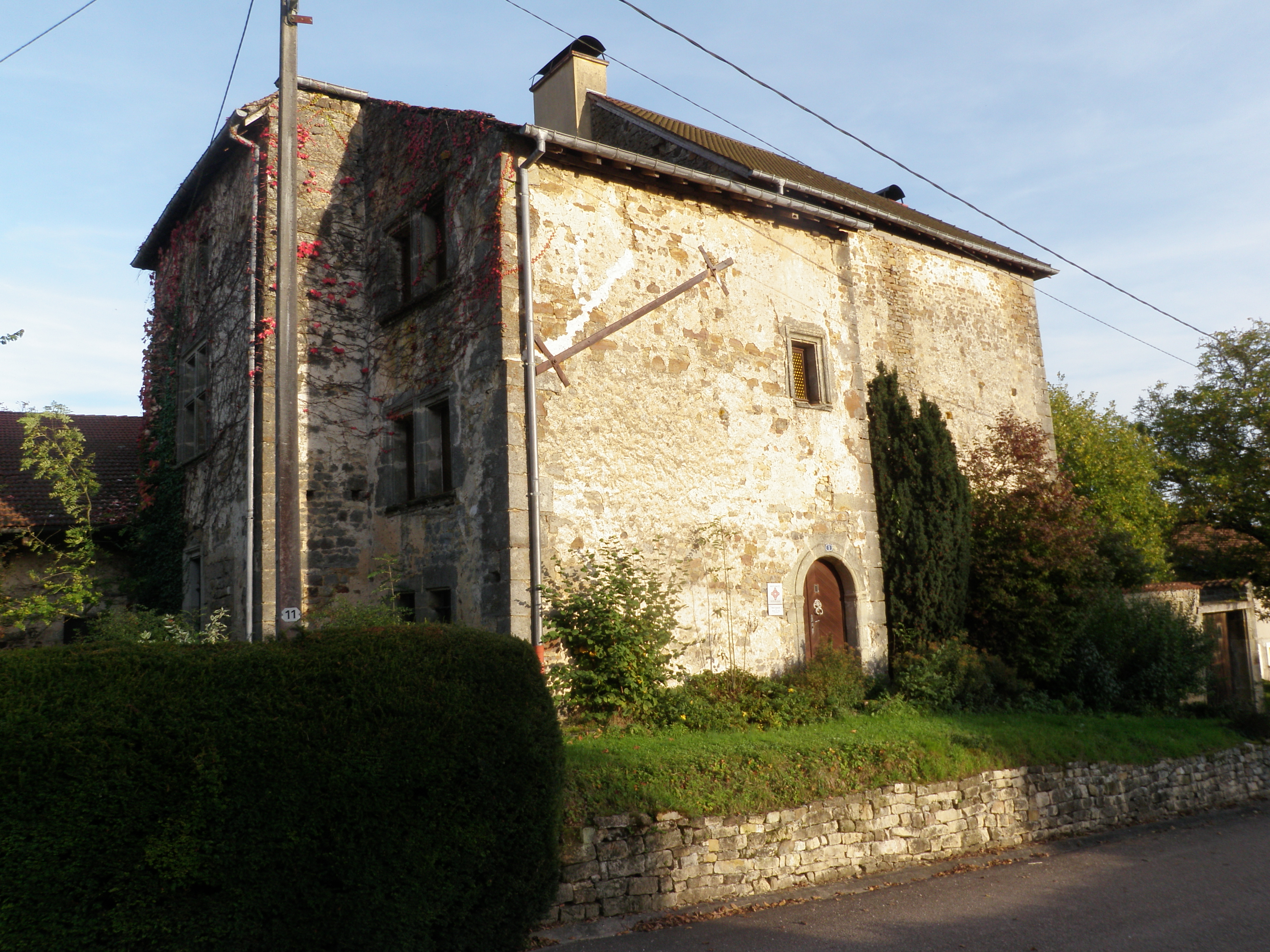
Festes Haus
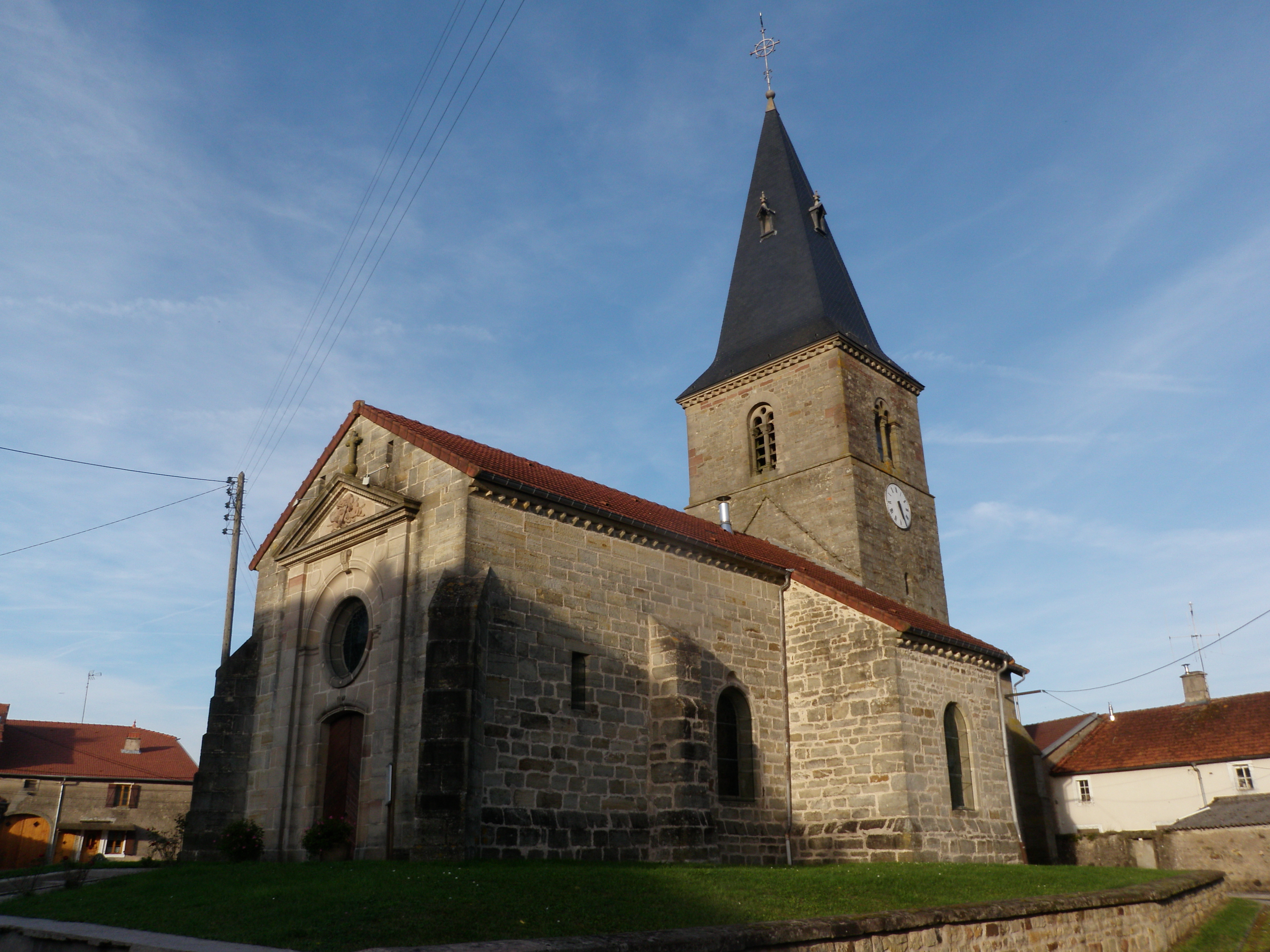
Kirche Saint-Èvre
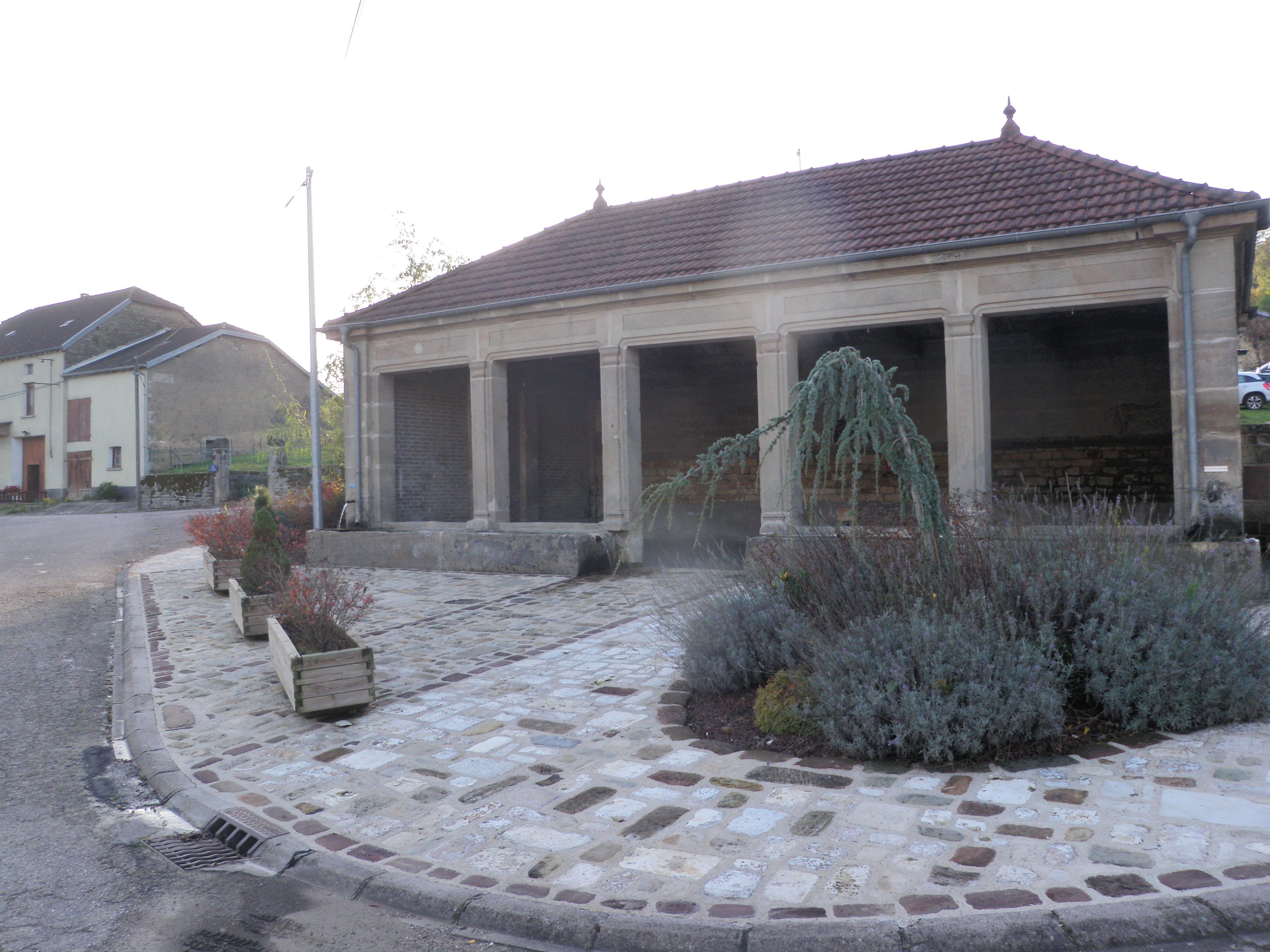
Lavoir